# Ponte Buggianese
Ponte Buggianese là một đô thị ở tỉnh Pistoia trong vùng Toscana, có vị trí cách khoảng 50 km về phía tây bắc của Florence và khoảng 15 km về phía tây bắc của Pistoia. Tại thời điểm 31 tháng 12 năm 2006, đô thị này có dân số 8.398 và diện tích 29 km².
Piteglio giáp các đô thị: Buggiano, Chiesina Uzzanese, Fucecchio, Larciano, Monsummano Terme, Montecatini Terme, Pieve a Nievole.

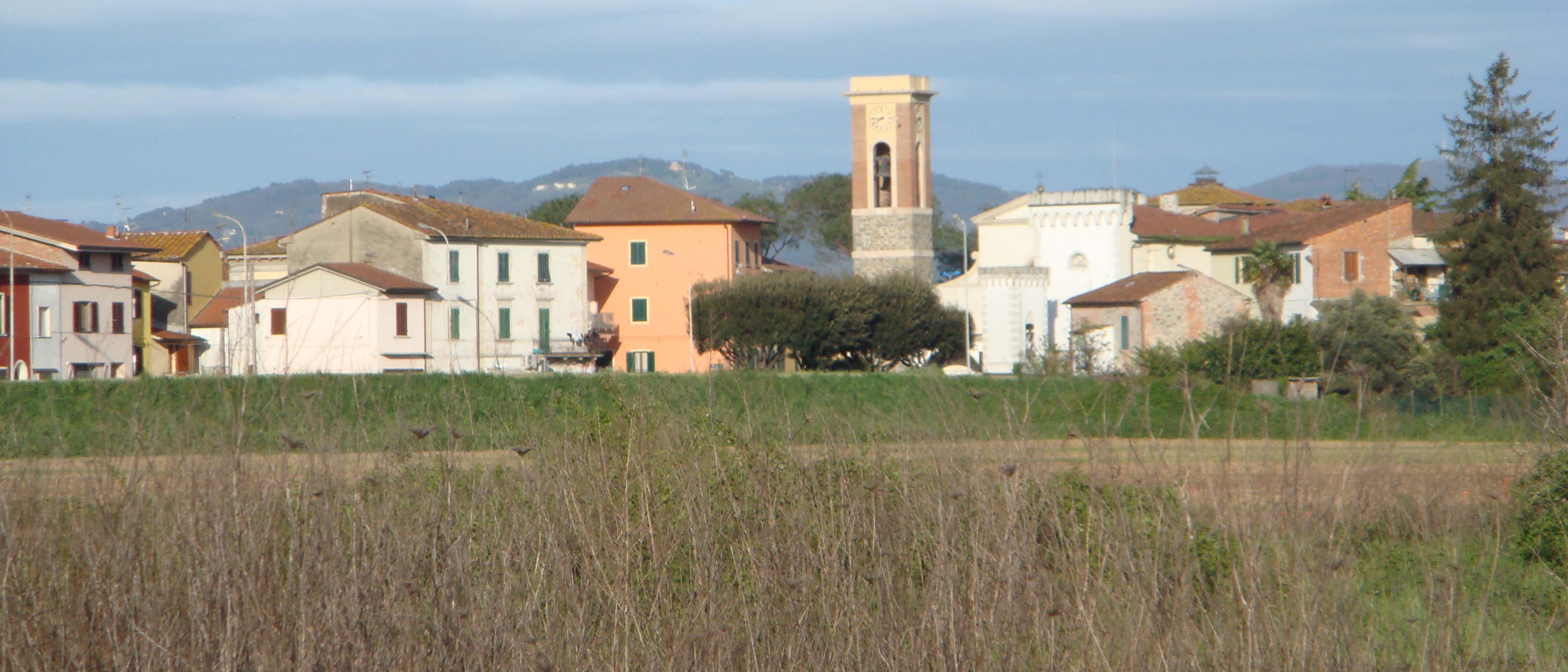
Ponte Buggianese